# 中國國際經濟仲裁委員會 (香港)
中國國際經濟貿易仲裁委員會（香港）（www.cietac.org.cn）為有50多年歷史的中国国际经济贸易仲裁委员会於香港設立的仲裁中心，是中國國際經濟貿易仲裁委員會在中國大陸以外設立的首座仲裁中心；中國國際經濟貿易仲裁委員會（香港）於2012年9月24日舉行開幕儀式。
在香港設立仲裁中心，有助於香港及中國大陸兩地的仲裁業界合作及構築興建新的交流平台，促進對彼此的業務水平及國際競爭力。

## 歷史
中國經濟起飛，中國企業對法律仲裁的需求亦都與日俱增。中國國際經濟仲裁委員會副秘書長李虎指出，《內地與港澳關於建立更緊密經貿關係的安排》的實施，令到中國大陸與香港的經濟及貿易交流和合作都逐步地深化，因此令到所引發的商事糾紛數量亦有逐年上升的趨勢。上述的情況，促使中國國際經濟貿易仲裁委員會在中國大陸以外設立首座仲裁中心。

## 相關參見
- 香港國際仲裁中心
- 國際商會國際仲裁院秘書局
- 亞洲事務辦公室